# Flachsspinnerei Laineck
Die Mechanische Flachsspinnerei in Friedrichsthal bzw. Laineck (damals noch bei Bayreuth) war die erste mechanische Flachsspinnerei Bayerns.

## Vorgeschichte
Gründer der Fabrik war 1845 der Kaufmann Sophian Kolb. Von König Ludwig I. erhielt er einen Staatskredit in Höhe von 200.000 Gulden, zwei Drittel der Bausumme. Als die Flachsspinnerei im August 1846 ihre Produktion begann, beschäftigte Kolb 150 Arbeiter.
In der Textilfabrik wurden die Fasern des Gemeinen Leins, die man auch Flachs nennt, zu Leinenfäden gesponnen. Daraus wurden Leinstoffe gewebt.
Von 1929 bis 1981 wurde in der Fabrik von einer anderen Firma Baumwolle hergestellt.

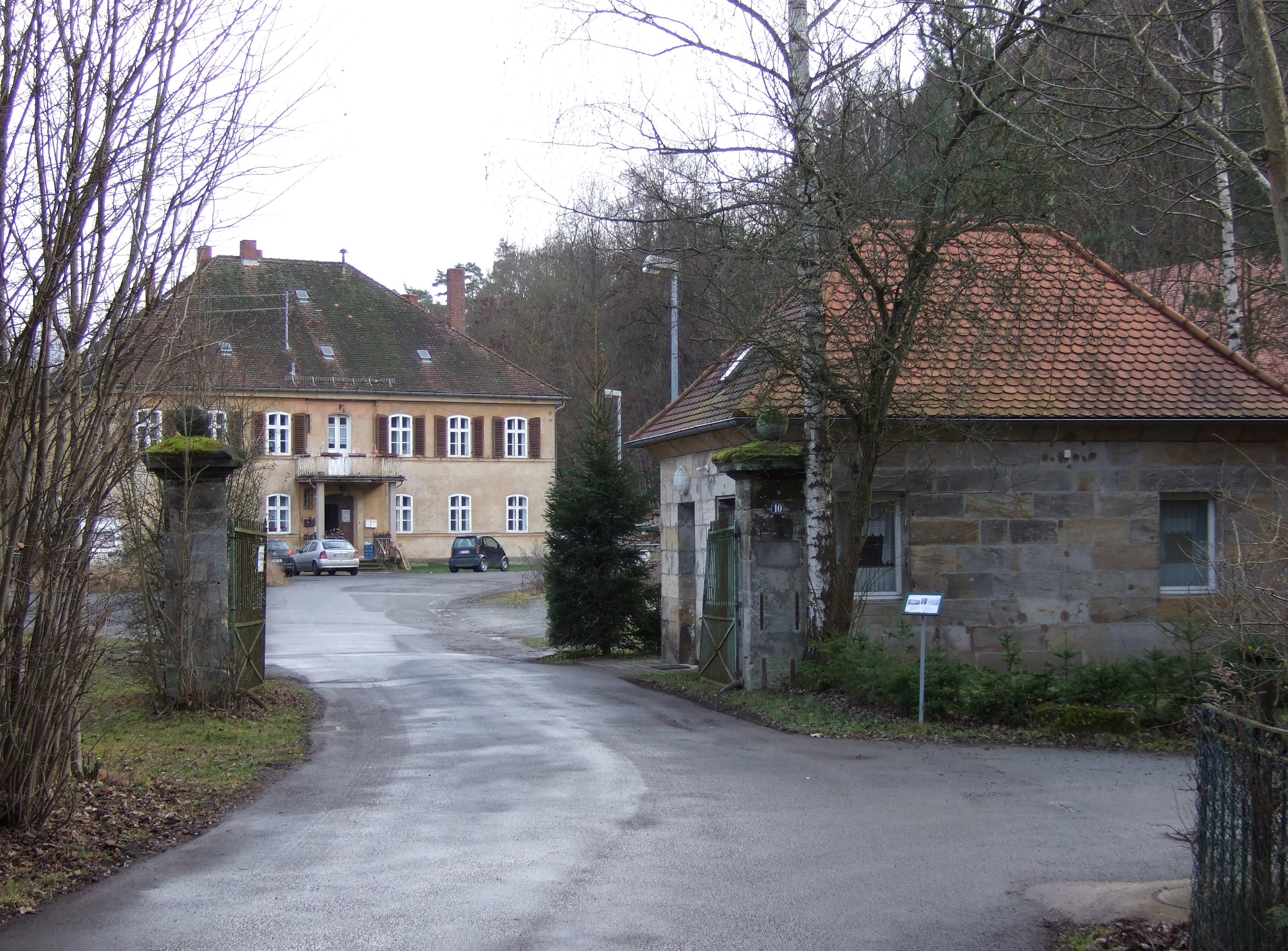
Verbliebene Gebäude der ehemaligen Fabrik
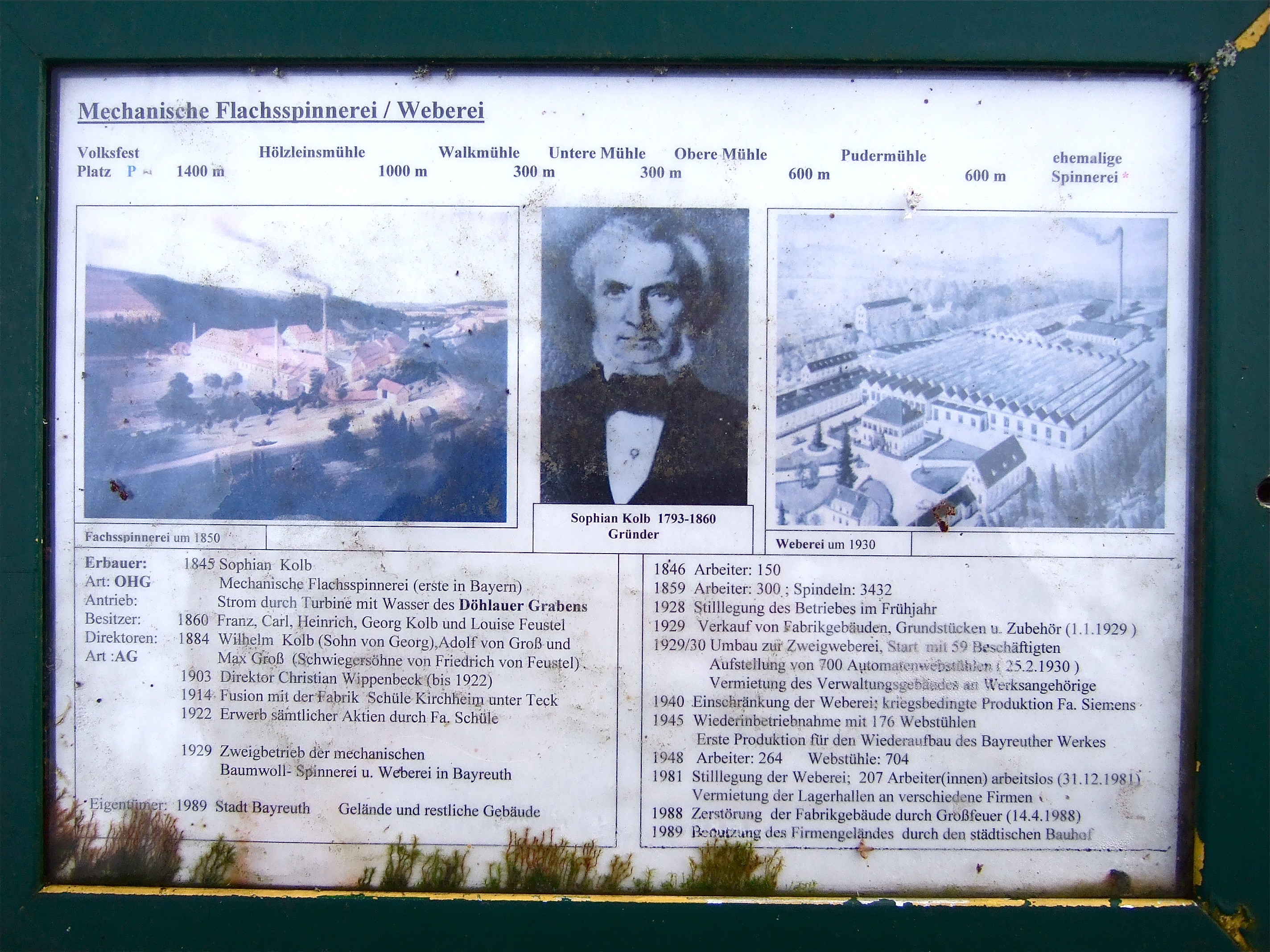
Infotafel am Fabrikgelände

Koordinaten: 49° 57′ 37″ N, 11° 38′ 21,3″ O